# Eugen Meister
Eugen Joseph Meister (* 8. Juni 1886 in Straubenzell; † 29. Januar 1968 in Zürich) war ein Schweizer Maler.

## Leben
Meister war der Sohn des Fotografen Johann Heinrich Meister und verbrachte seine Jugend in Bischofszell, wo er auch die Schule besuchte. Ab 1902 war er in Zürich wohnhaft und absolvierte bis 1904 eine Steinbildhauerlehre. Er bildete sich danach an der Kunstgewerbeschule Zürich weiter und war 1906 während zwei Semestern an der Kunstgewerbeschule in München, wo er hauptsächlich Modellierkurse besuchte. Dort begann er autodidaktisch erste Schritte mit der Malerei. Werke zeitgenössischer Malerei führten ihn früh zu einem fauvistischen Stil mit starken Farbklängen. In der Sammlung des Zürcher Eisenhändlers Richard Kisling sah er Werke von Hodler, Amiet, Giacometti und van Goghs Mädchen vor Weizenfeld. 1910 unternahm er eine Reise nach Italien und 1911 zusammen mit den Malern Hermann Huber und Albert Pfister nach Tunis, Algier und Marokko, von wo er prägende Eindrücke die Malerei betreffend empfing. 1913 schuf er für das Romanische Seminar im Kollegiengebäude der Universität Zürich die Wandmalerei Fries mit drei Figuren vor blauem Grund, welche kurz darauf, wie auch die Fresken Paul Bodmers wieder übermalt wurden. In den folgenden Jahren hielt er sich längere Zeit im Engadin, dem Tessin und auch in den Walliser Bergen auf, wo er Landschaften malte und in verschiedenen neuerstellten SAC-Berghütten dekorative Malereien schuf. Zwischen 1921 und 1927 befand er sich mit Unterbrüchen in Berlin, wo er Stadtlandschaften schuf und im Kaiser-Friedrich-Museum alte Meister kopierte. 1927–1928 zweite Reise nach Algerien, 1930 nach Paris und 1933 nach Neapel. Nach einem längeren Aufenthalt in Teufen im Appenzellerland bis Anfang der 40er Jahre führte er zurück in Zürich ein sehr stilles Dasein. Die Bildhauerei betrachtete er als Brotberuf, den er bis ins Alter immer wieder auf Bauplätzen in Zürich ausübte. Eigenes plastisches Schaffen ist von ihm nicht bekannt. 1958 widmete der Kunstverein Schaffhausen im Museum zu Allerheiligen dem 72-jährigen eine grössere Einzelausstellung. In den folgenden Jahren kam Eugen Meister oft in die Gegend um Schaffhausen, sie inspirierte ihn zu zahlreichen Landschaftsgemälden.

## Wirken
Auszeichnungen
- 1960 erhielt Eugen Meister den Georg Fischer-Kunstpreis der Stadt Schaffhausen

Ausstellungen
- Galerie Albin Neupert, Zürich, ab 1910
- 20. Biennale di Venezia, Venedig, 1936 mit drei Werken im Schweizer Pavillon vertreten.
- Kunsthaus Zürich, 1916; 1931; 1938
- Schweiz. Nationale Kunstausstellung, 1919; 1922; 1928; 1951
- Kunstmuseum St. Gallen, 1952
- Museum zu Allerheiligen Schaffhausen, 1958; 1973
- Galerie Schleuse, Stadthausgasse, Schaffhausen, 1963; 1964; 1968
- Schulhaus Gemeinde Siblingen SH, 1964
- Rotapfel-Galerie, Zürich, 1959, 1961
- Galerie am Stadelhofen, Zürich, 1966
- Galerie Klöti, Rothrist AG, 1966

Werke in öffentlichem Besitz
- Eidgenossenschaft
- Kunsthaus Zürich
- Mädchen mit Distel (1943) Kunstverein Schaffhausen, Museum zu Allerheiligen[4]
- Kunstmuseum Luzern
- Stadt Zürich